# Figuras de Acámbaro

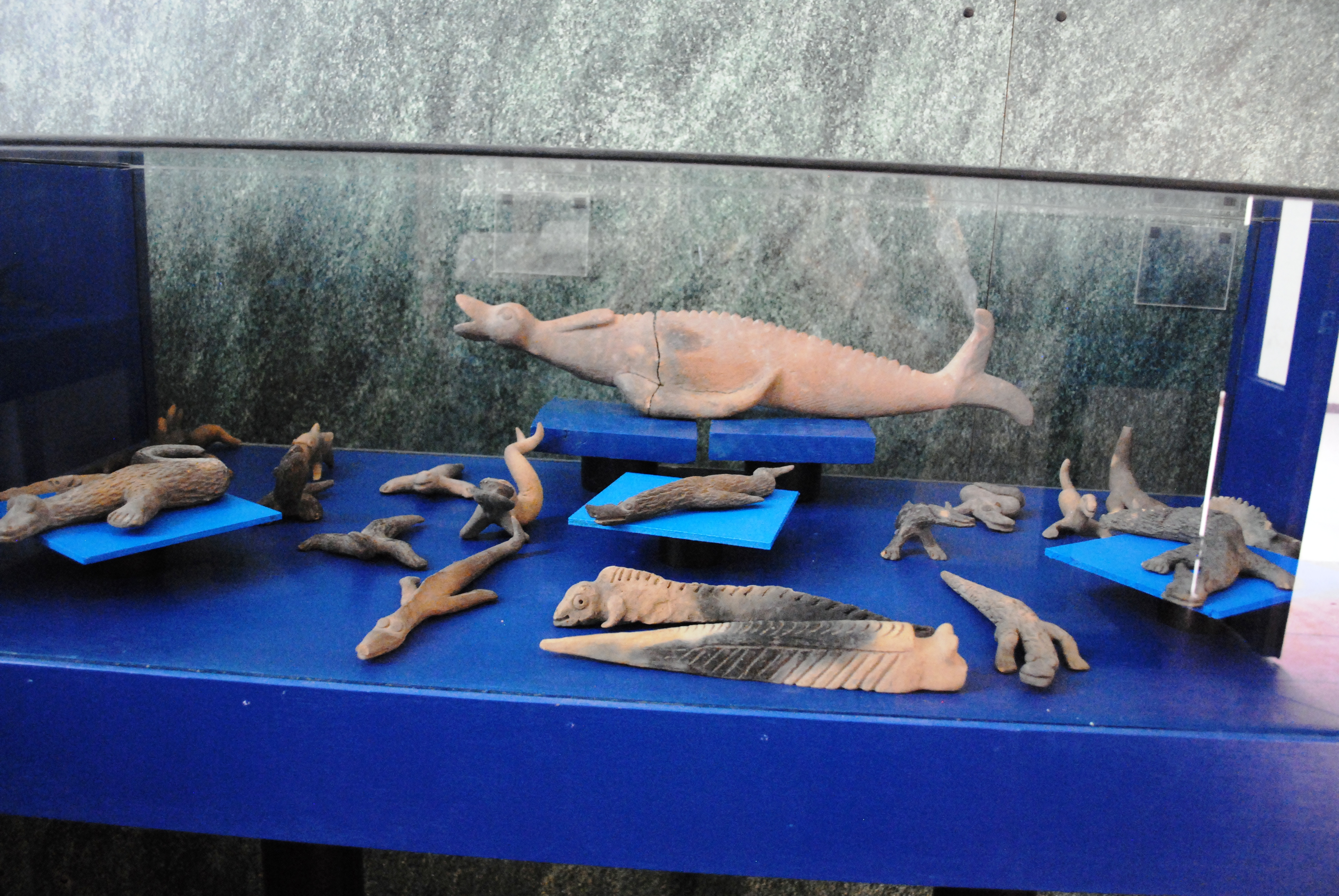
Algunas figuras en exhibición.

Las figuras de Acámbaro son una colección de más de 32,000 piezas descubiertas en el municipio de Acámbaro, México, por Waldemar Julsrud, que según algunos representan a animales extintos como dinosaurios no avianos.
En 1969 las figuras fueron datadas en el Museum’s Applied Science Center for Archaeology (MASCA) utilizando una técnica que apenas estaba en desarrollo en esa época, la termoluminiscencia. Los resultados preliminares dieron 2500 A.C. Sin embargo,  cuando se hicieron análisis adicionales con esa técnica en 1978, resultó evidente que la técnica empleada en MASCA no pudo leer la verdadera termoluminiscencia de los artefactos; antes bien, de forma similar, se habrían generado fechas artificialmente antiguas con un cálculo de la quimioluminiscencia de las figuras, que es un fenómeno diferente que no se puede usar para fechar. Como resultado, surgieron dudas serias sobre la exactitud de las fechas anteriores. Así, una vez más, la mejor interpretación que se concluyó fue, una vez más, que las figuras eran falsificaciones modernas.

## Descubrimiento

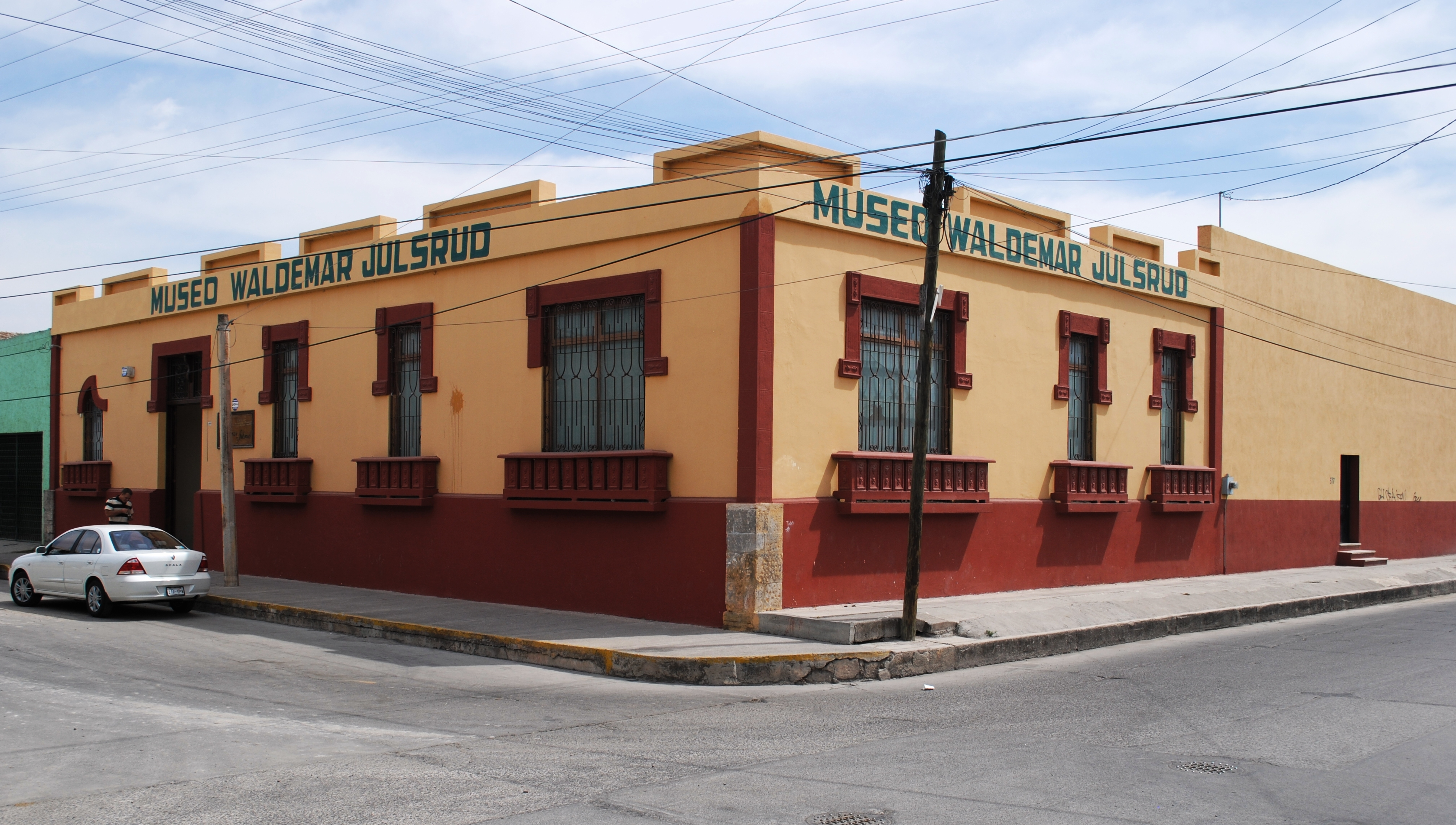
Vista del museo Waldemar Julsruo en el que se exhiben las figuras.

Según el Sistema de Información Cultural de la CONACULTA:

En 1945 el arqueólogo alemán Waldemar Julsrud encontró figuras de arcilla y piedra enterradas al pie del cerro de El Toro, en las afueras de Acámbaro, Guanajuato, México. Finalmente se encontraron miles de figuras y artefactos. Había similitud a los artefactos [sic] identificados con la cultura Preclásica de Chupícuaro (800 a. C.-200 d. C.) encontrados en los alrededores de esa área. La autenticidad de los hallazgos era desafiante porque la colección incluía dinosaurios. Debido a que muchos arqueólogos creen que los dinosaurios se extinguieron hace más de 65 millones de años y la sabiduría humana de ellos ha sido limitada hacia los últimos años [sic]. Si eso es verdad, el ser humano posiblemente no pudo haberlos visto y modelado hace 4500 años.

En 1997, Neil Steede, presidente de Early Sites Research Society West and Mexican Epigraphic Society, envió dos muestras, una figura humana y una de dinosaurio, a un laboratorio de Carbono 14 independiente.  La figura humana dató de hace 4,000 años y la del dinosaurio de hace 1,500 años. David Childress informó en un documento llamado “Archeological cover-ups” (encubrimientos arqueológicos) que la datación de carbono realizada en la Universidad de Pensilvania y pruebas adicionales con termoluminiscencia indicaban que los artículos se fabricaron hace 6500 años.

## Planteamientos de fraude y las respuestas a estos
Un planteamiento es que las circunstancias de la excavación de las figuras son motivo de sospecha. Julsrud afirma que pagó a los campesinos por cada figura que le entregaron, por lo que para muchos ha resultado plausible que éstos fabricaran las estatuillas y las hiciesen pasar por auténticas reliquias [cita requerida]. Sin embargo, la exactitud de las figurillas fue notoria y de hecho el Dr. Ivan T. Sanderson se sorprendió en 1955 al ver que había una representación exacta del Braquiosario, que era casi totalmente desconocido para el público general en esa época: "Es una representación absolutamente perfecta del Braquiosaurio [...] hay muchos diseños de los esqueletos en los documentos publicados, pero sólo he visto una reconstrucción desarrollada y ésta es exactamente igual". En lo que respecta a la familia, el Sr. Tinajero era un analfabeta, sin habilidades artísticas, dedicado al campo, sin recursos ni medios para fabricar 35 mil figurillas de arcilla (y piedra) con su familia en una zona del país donde no se practican estas actividades, sin libros ni acceso a material paleográfico de alto costo para elaborar con tal precisión las figuras.
En 1952, el arqueólogo Charles DiPeso, afiliado a la "Amerind Foundation" de Arizona, visitó la zona, estudió la colección y observó a los excavadores durante su trabajo. Según DiPeso, la superficie de las figuras evidenciaban que eran de fabricación reciente, no mostraban las características habituales de elementos que han permanecido enterrados durante miles de años; si hubiesen sido auténticas reliquias estarían arañadas y rotas como el resto de artefactos encontrados en esa área de México. La estratigrafía de las piezas indicaba que habían sido enterradas con tierra de distintas etapas arqueológicas. DiPeso además dijo haber conocido a una familia local que le confesó haber estado fabricando y vendiendo las piezas a Julsrud a un peso cada una desde 1944, inspirándose en las películas que veían en el cine local. No obstante, la realidad es que DiPeso no conoció a dicha familia y parece haber recibido esta información de un vendedor de antigüedades, quien muy seguramente buscaba que DiPeso desistiera de comprarle unas piezas de Julrus para comprarle él y DiPeso no corroboró ni la veracidad ni la viabilidad de que el campesino las fabricara. Tras este engaño del vendedor, después haber estado completamente convencido de lo genuino del descubrimiento y de incluso intentar comprarle unas piezas a Julsrud para su museo, DiPeso decidió escribir a los artículos contra la colección. Se comenta que lo que escribió DiPeso fue un acto vengativo por negarle la compra de las piezas.

## Artefactos fuera de lugar
Estas figuras se han vuelto un caso emblemático de los llamados "artefactos fuera de lugar"  es decir: ooparts. Por un lado, grupos creacionistas las han usado para afirmar de que los seres humanos convivieron con dinosaurios no-avianos y por lo tanto la tierra tiene menos de 6000 años. Otros autores como Charles Hapgood y Cremo las han usado para afirmar la existencia de civilizaciones con decenas de miles de años de antigüedad[cita requerida]. En ambos casos se afirma que la ciencia oficial está ocultando las pruebas.
Tipos de objetos encontrados que se encuentran en la colección Julsrud
1. Alfarería tarasca (tipo conocido y clasificado de alfarería indígena en México);
2. Punta de venablo y de flecha en obsidiana, probablemente tarascas;
3. Dientes hallados junto con las figuritas, identificados como los del Equus conversidens Owen, un caballo desaparecido en el Pleistoceno;
4. Varios centenares de "Vasos" -no tarascos-de una materia similar a la de las estatuillas de reptiles;
5. Una colección de máscaras;
6. Numerosas pipas, muchas de ellas de un modelo fantástico;
7. Los grupos, que muestran animales y humanos interpretando una escena de una leyenda o un relato;
8. Cabezas de cerámica, que nunca forman parte de una estatuilla más grande;
9. Serpientes enroscadas;
10. Figurillas de mamíferos, muchas de las cuales representan animales del Pleistoceno desaparecidos, tales como el rinoceronte, el tapir, el tatú, la llama, etc.[12]

En contraste, el conceso arqueológico ha optado por considerarlas un fraude, ya que, aunque sus defensores alegan que su extemporaniedad pondría en tela de juicio una gran parte del conocimiento científico actual, la datación pone dudosa su fecha de fabricación, y los artículos de DiPeso sobre las mezclas de estratos se convirtieron en evidencia clara de excavación previa.

## Galería fotográfica

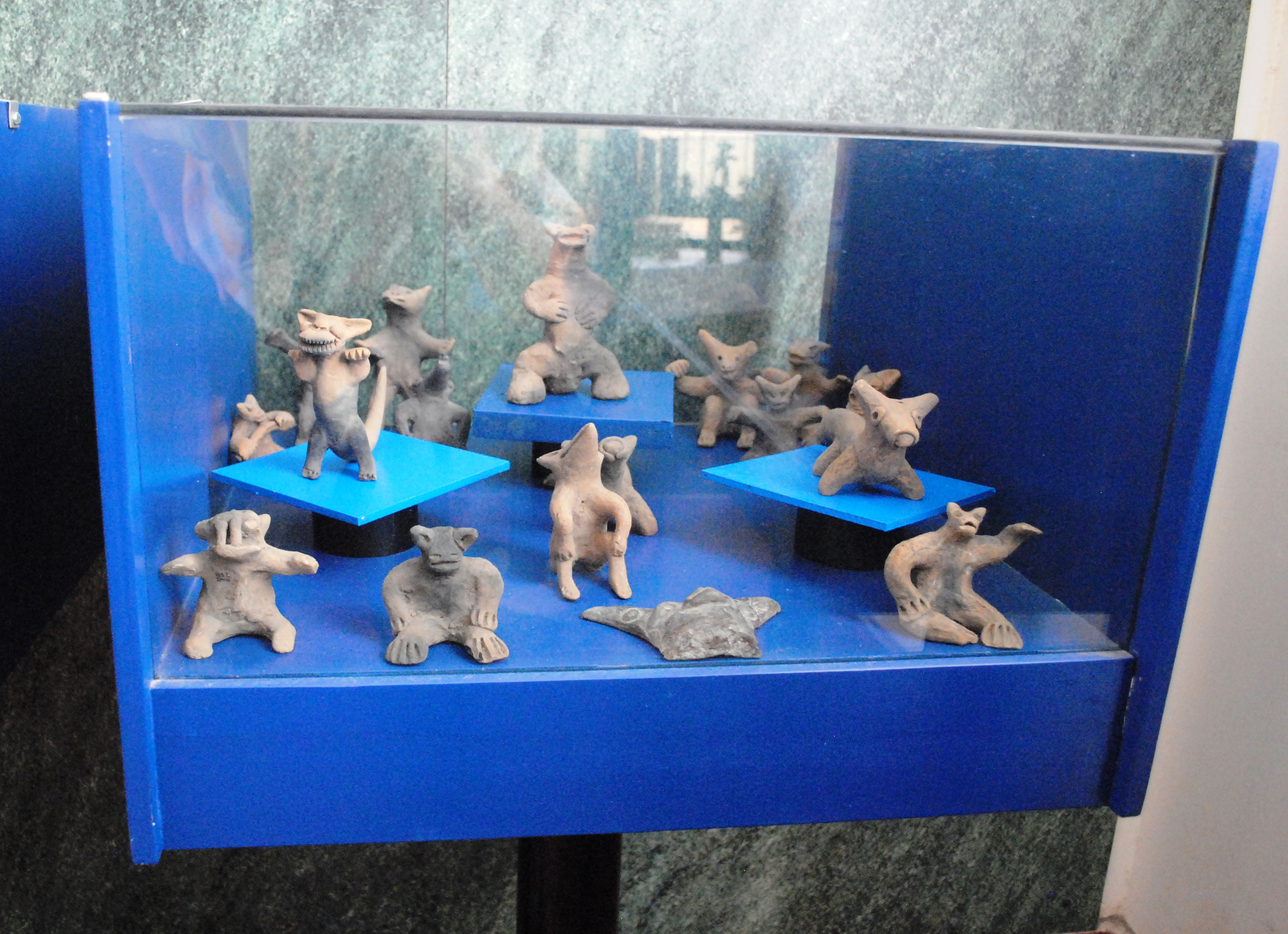
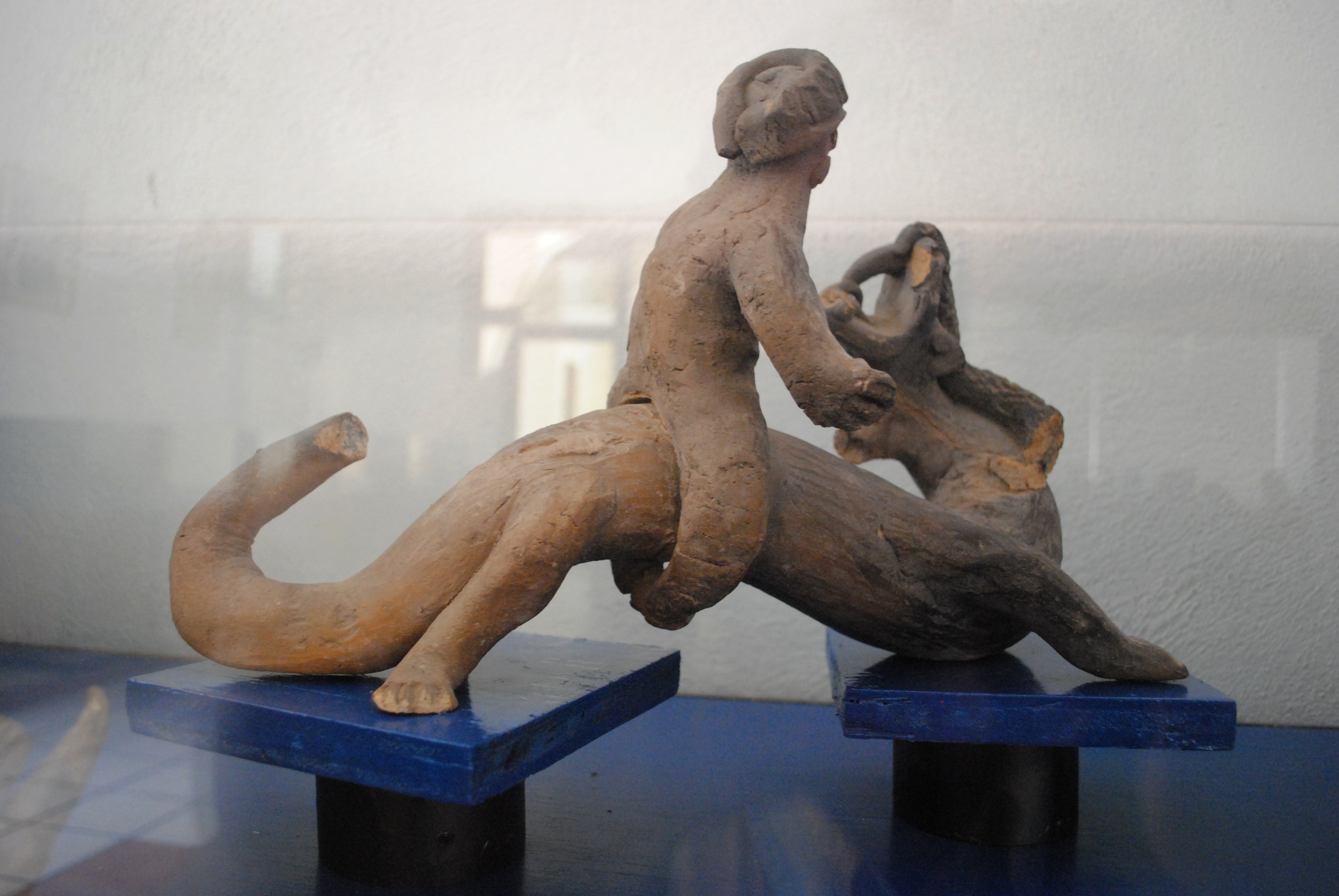
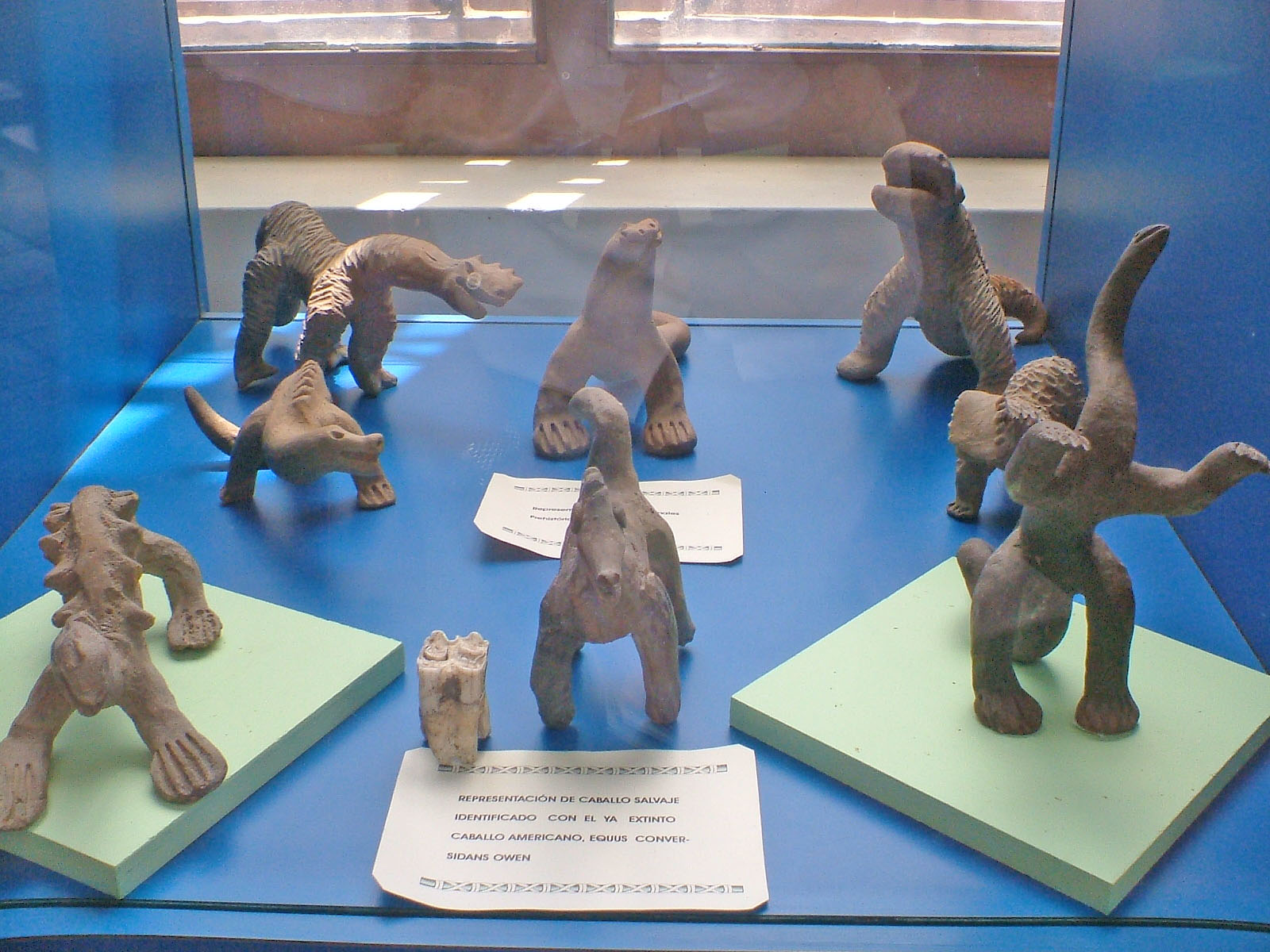
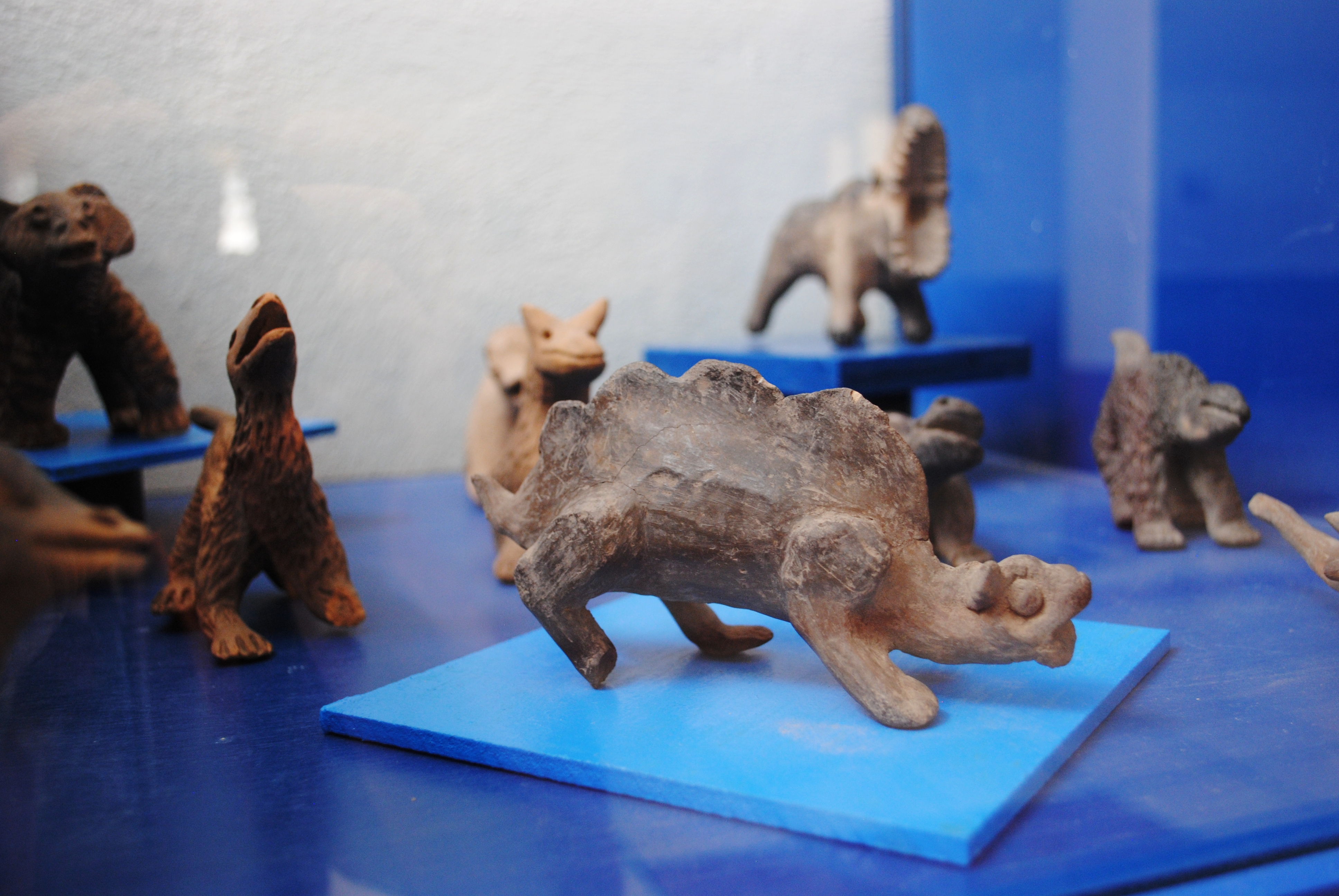
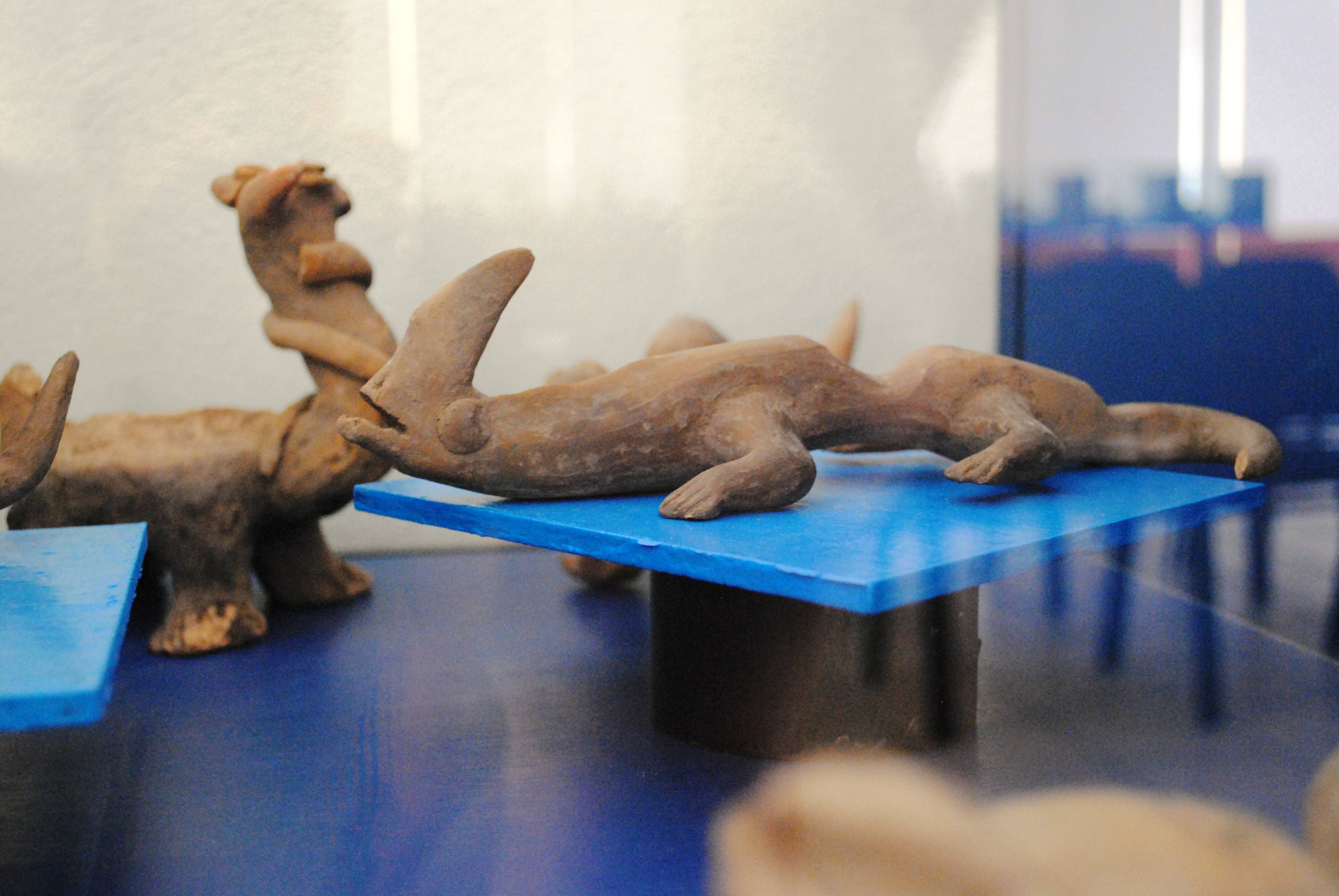
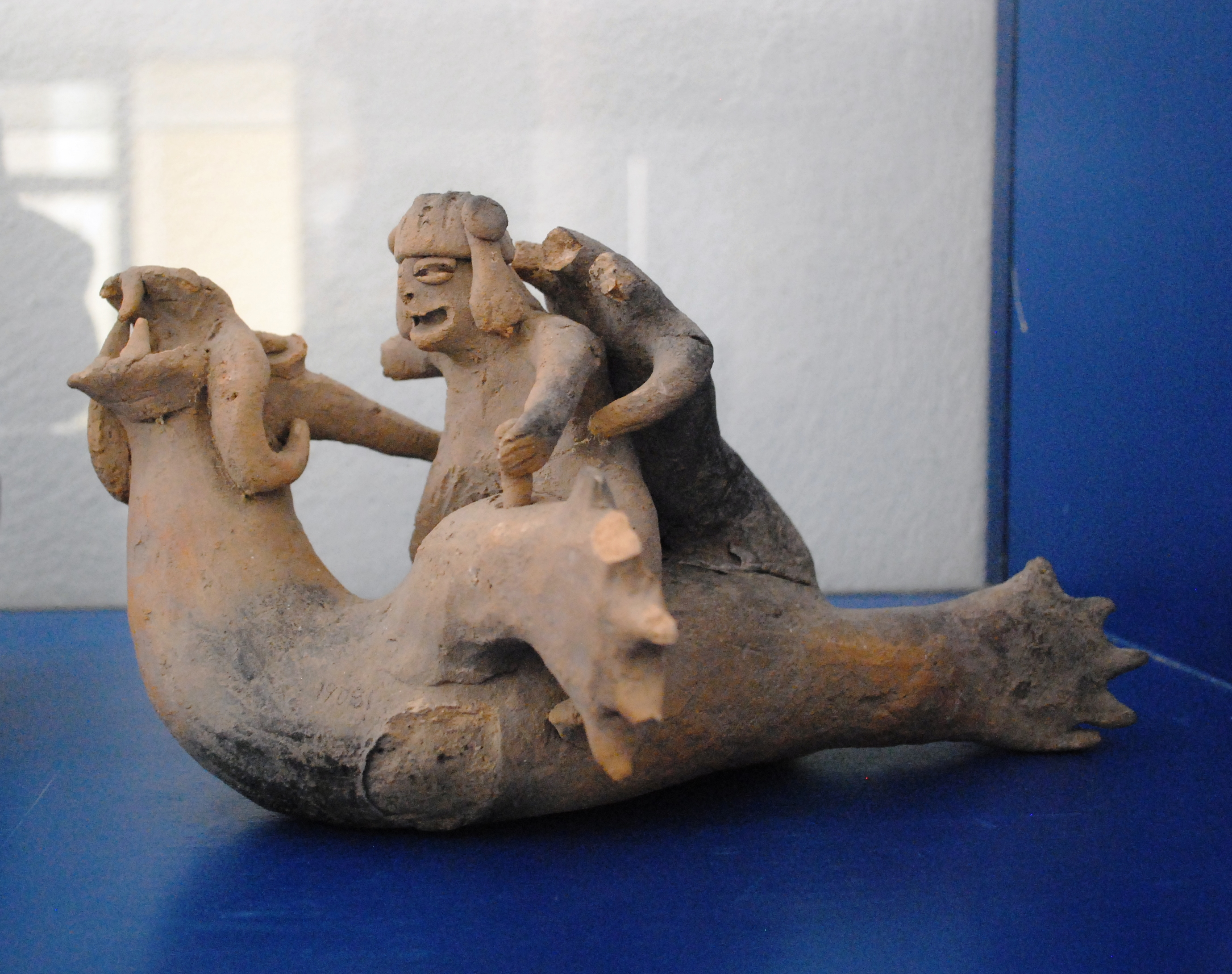
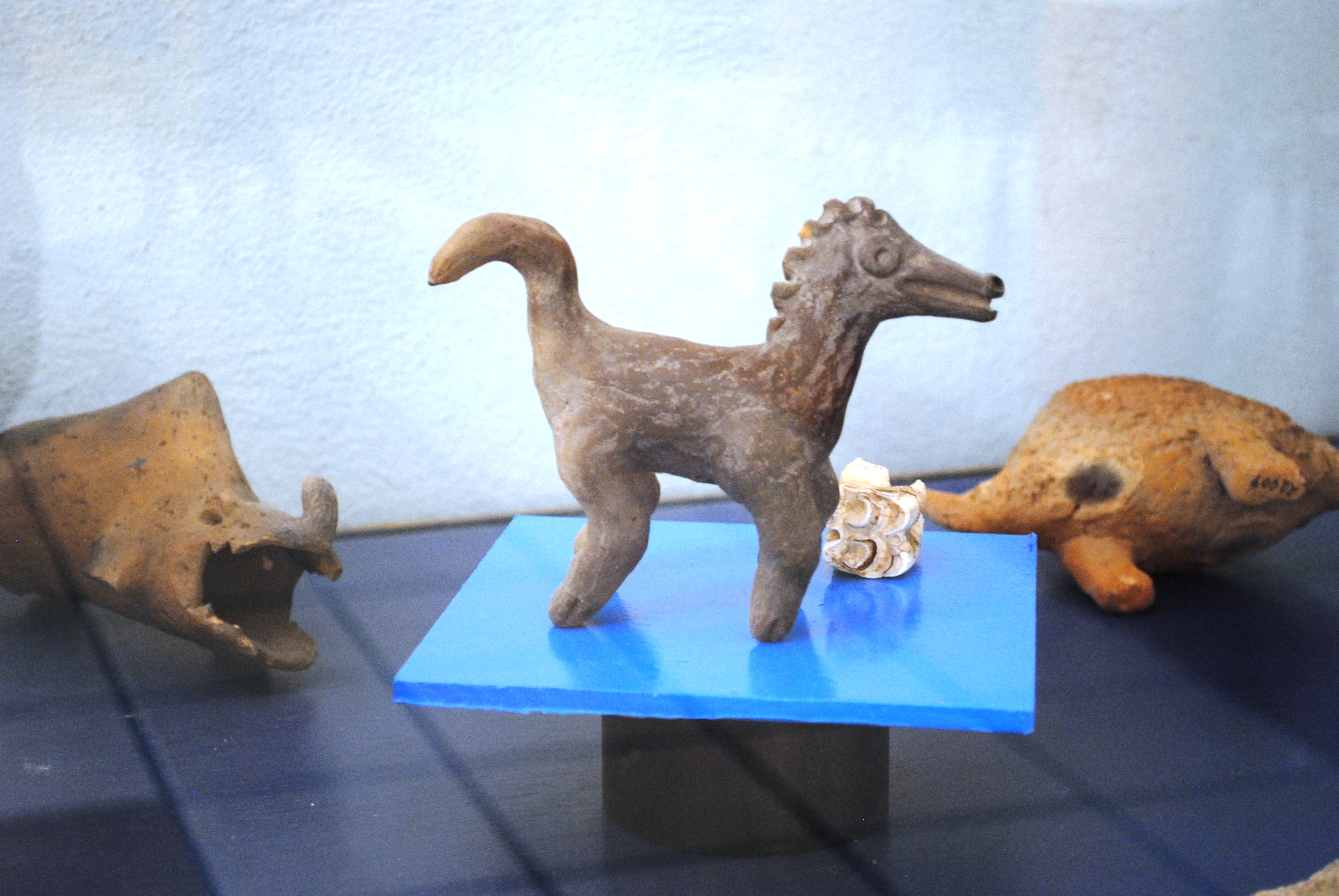
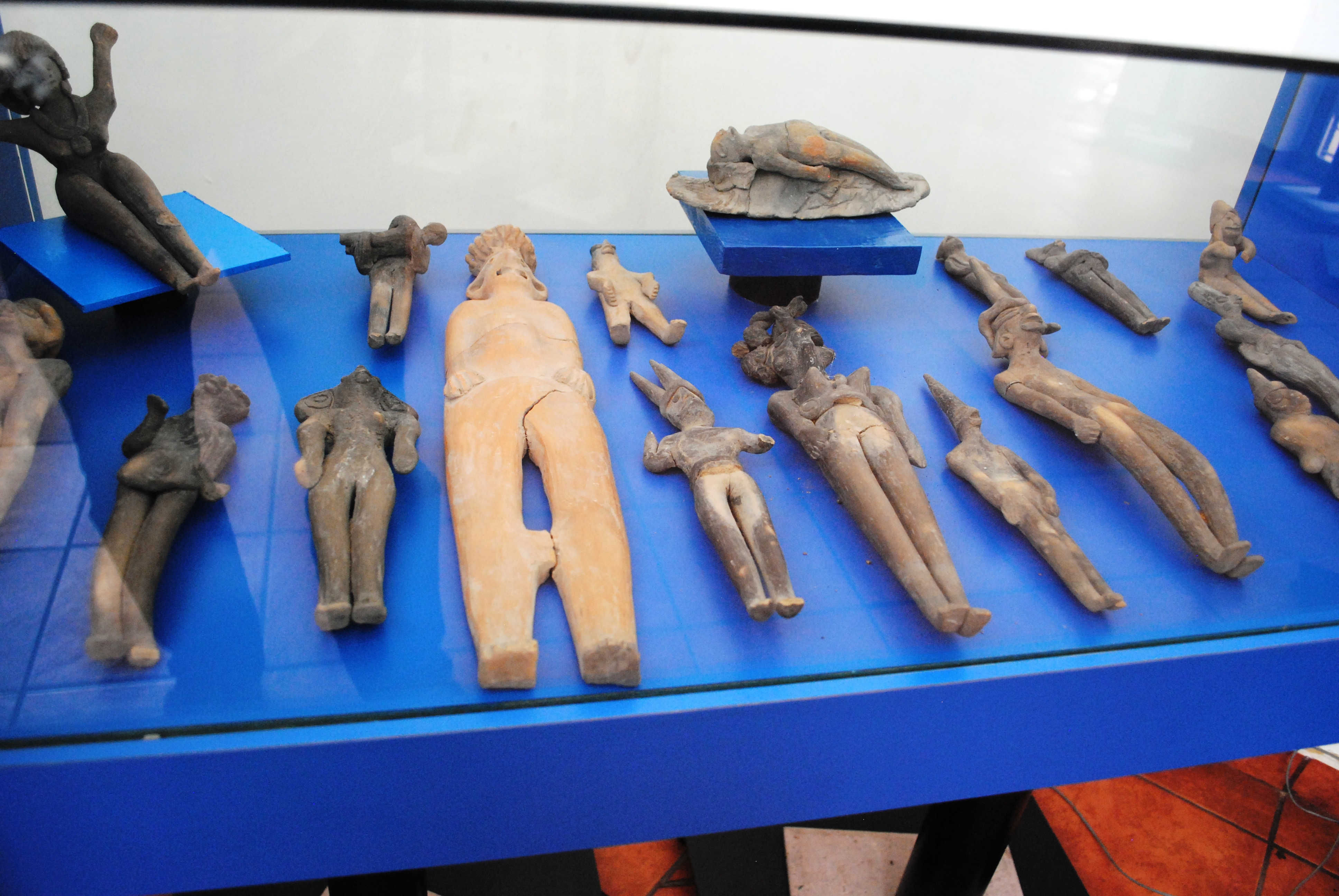
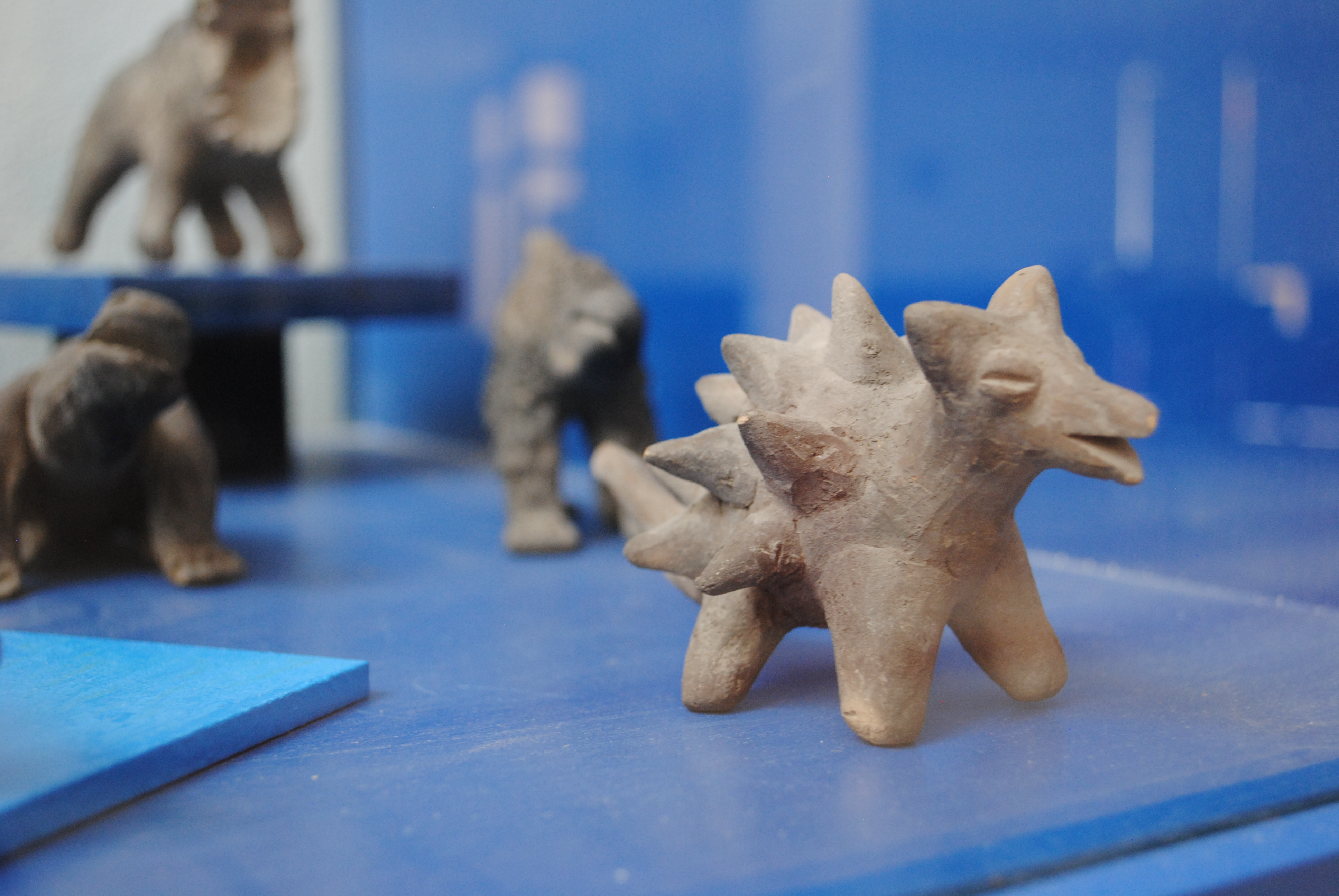
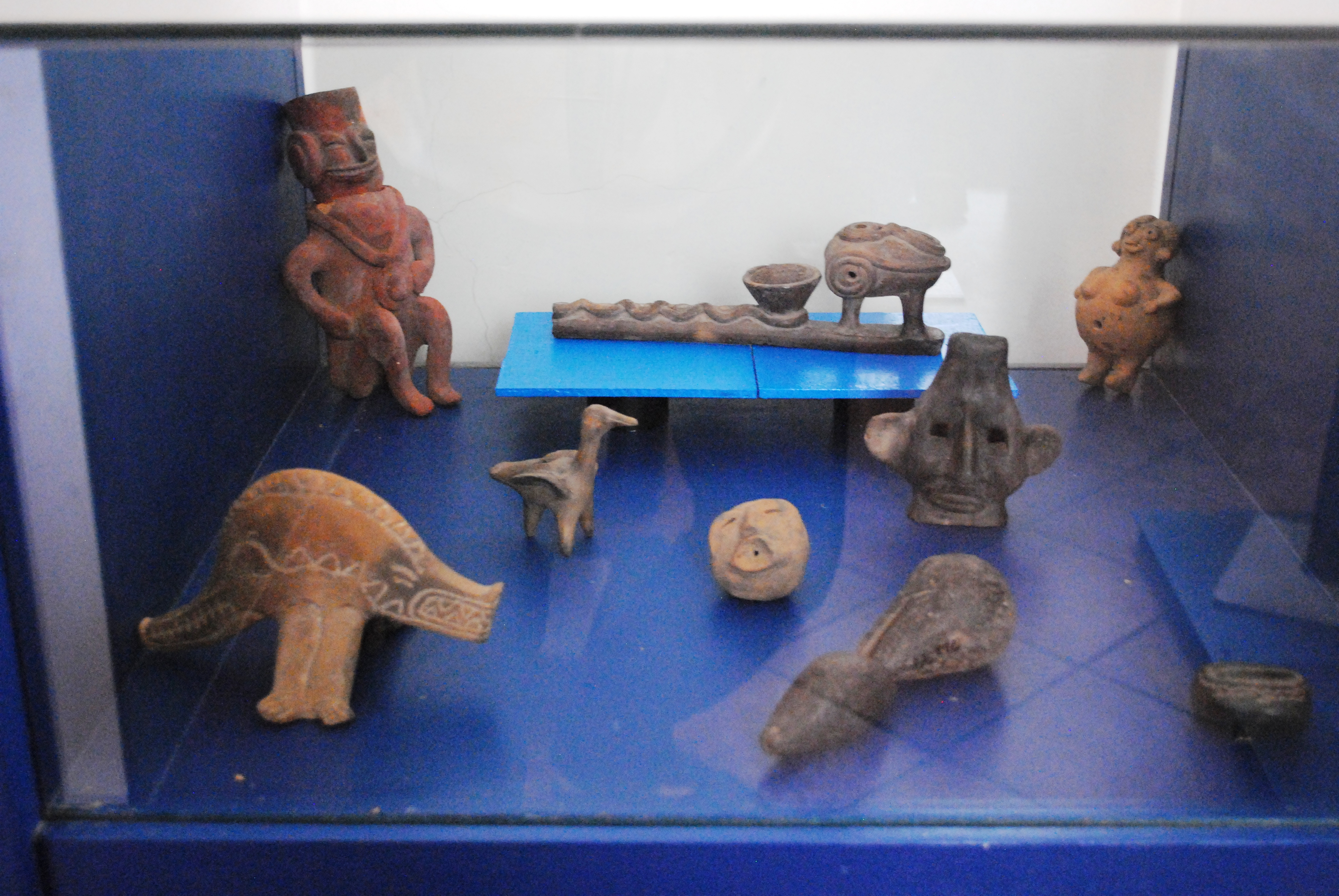